# Episodi di Unreal (terza stagione)
La terza stagione della serie televisiva Unreal, composta da 10 episodi, viene trasmessa in prima visione assoluta negli Stati Uniti sul canale Lifetime dal 26 febbraio al 23 aprile 2018.
In Italia la stagione è stata pubblicata nella piattaforma streaming Prime Video il 1º ottobre 2020.
| n° | Titolo originale | Titolo italiano | Prima TV USA     | Prima TV Italia |
| -- | ---------------- | --------------- | ---------------- | --------------- |
| 1  | Oath             | Il giuramento   | 26 febbraio 2018 | 1º ottobre 2020 |
| 2  | Shield           | Lo scudo        | 5 marzo 2018     | 1º ottobre 2020 |
| 3  | Clarity          | Chiarezza       | 12 marzo 2018    | 1º ottobre 2020 |
| 4  | Confront         | Il confronto    | 19 marzo 2018    | 1º ottobre 2020 |
| 5  | Gestalt          | Gestalt         | 26 marzo 2018    | 1º ottobre 2020 |
| 6  | Transference     | Il transfert    | 2 aprile 2018    | 1º ottobre 2020 |
| 7  | Projection       | La proiezione   | 9 aprile 2018    | 1º ottobre 2020 |
| 8  | Recurrent        | Ricorrente      | 16 aprile 2018   | 1º ottobre 2020 |
| 9  | Codependence     | Codipendenza    | 23 aprile 2018   | 1º ottobre 2020 |
| 10 | Commitment       | La promessa     | 23 aprile 2018   | 1º ottobre 2020 |